# Initiative populaire « contre le bradage du sol national »
L'initiative populaire « contre le bradage du sol national » est une initiative populaire fédérale suisse, rejetée par le peuple et les cantons le 20 mai 1984.

## Contenu
L'initiative propose d'ajouter un article 22quinquies à la Constitution fédérale limitant le droit à la propriété foncière aux personnes ayant le droit d'établissement en Suisse ou aux entreprises détenues à 75 % au moins par de telles personnes.
Le texte complet de l'initiative peut être consulté sur le site de la Chancellerie fédérale.

## Déroulement

### Contexte historique
La question de l'achat de biens immobiliers par des étrangers est apparue en Suisse au début des années 1950, lorsque plusieurs interventions parlementaires ont réclamé des mesures de protection, qui se traduisent par l'entrée en vigueur, le 1er avril 1961, d'un arrêté fédéral subordonnant l'acquisition d'immeubles par des personnes domiciliées à l'étranger à l'octroi d'une autorisation et baptisé « Lex von Moos » du nom du Conseiller fédéral Ludwig von Moos. Cet arrêté est revu en 1972 et 1973 pour y fixer des conditions plus strictes, en particulier afin d'éviter le placement de fonds étrangers dans des immeubles en Suisse ; cette nouvelle version, connue sous le nom de « Lex Furgler » du nom de Kurt Furgler, entre en vigueur le 1er février 1974 . Reconduit pour 5 ans le 1er janvier 1978, cet arrêté est complété par plusieurs ordonnances d'exécution qui seront à leur tour révisées à plusieurs reprises dans le sens d'une plus grande fermeté.
Devant l'échéance prévue en 1982 de l'arrêté, de nombreuses propositions sont déposées aux Chambres fédérales en relation avec la question foncière ; l'Action nationale, qui avait déjà soutenu l'initiative populaire « contre la spéculation foncière » en 1967, lance de son côté cette initiative.

### Récolte des signatures et dépôt de l'initiative
La récolte des 100 000 signatures nécessaires a débuté le 14 novembre 1978. Le 26 octobre de l'année suivante, l'initiative a été déposée à la chancellerie fédérale qui l'a déclarée valide le 8 novembre.

### Discussions et recommandations des autorités
Le parlement et le Conseil fédéral recommandent tous deux le rejet de cette initiative. Dans son message aux Chambres fédérales, le gouvernement met en cause la volonté affichée par les initiants à stopper complètement la délivrance des autorisations pour les achats de résidences secondaires par des étrangers, mettant en avant l'effet économique important qui serait alors ressenti par les cantons de montagne. D'autre part, toujours selon le gouvernement, cette proposition ne serait pas conforme au code sur la libération des mouvements de capitaux de l'Organisation de coopération et de développement économiques.
En revanche, le Conseil fédéral propose, sous la forme d'un contre-projet indirect, une loi fédérale regroupant les mesures contenues dans l'arrêt fédéral, dans son ordonnance d'exécution, ainsi que dans les autres deux ordonnances sur le sujet. Le Parlement accepte le contre-projet indirect en le durcissant, en particulier en reprenant la notion de contingentement des autorisations dans les régions touristiques.

### Votation
Soumise à la votation le 20 mai 1984, l'initiative est refusée par 13 3/2 cantons et par 51,1 % des suffrages exprimés. Le tableau ci-dessous détaille les résultats par cantons pour ce vote :

## Effets
À la suite du refus populaire de cette initiative, le contre-projet, baptisé « lex Friedrich » du nom de Rudolf Friedrich, entre en vigueur le 1er janvier 1985. Elle est l'objet, en 1995, d'une proposition d'assouplissement de la part du Parlement ; cette proposition est cependant rejetée en votation le 25 juin 1995.
Modifiée en 1997, la loi prend le nom de « lex Koller » (du nom d'Arnold Koller) et est assouplie dans le cadre d'un plan de relance économique ; elle est à nouveau modifiée en 2002, 2003 et 2005 avant d'être proposée à l'abrogation en 2007.